# 다나카 신지
다나카 신지(일본어: 田中 真二, 1960년 9월 25일 ~ )는 일본의 전 축구 선수이다.

## 구단 경력
1983년 일본 사커 리그의 닛산 자동차에 입단하였다. 1988-89년과 1989-90년 2번의 일본 사커 리그 우승을 차지하였다. 1992년 J1리그의 우라와 레즈로 이적했다. 1994년 재팬 풋볼 리그의 교토 퍼플 상가로 이적했다. 1995년후 현역 은퇴.

## 국가대표팀 경력
그는 1980년 하계 올림픽 예선에 참가할 일본 국가대표팀에 발탁되었으며, 3월 30일 말레이시아와의 경기에서 데뷔했다. 그는 1985년까지 국제 A매치 통산 17경기에 출전했다.

## 통계
| 일본 | 일본 | 일본 |
| 연도 | 출전 | 득점 |
| ---- | ---- | ---- |
| 1980 | 4    | 0    |
| 1981 | 8    | 0    |
| 1982 | 0    | 0    |
| 1983 | 0    | 0    |
| 1984 | 2    | 0    |
| 1985 | 3    | 0    |
| 통산 | 17   | 0    |